# Katastrofa lotu Sita Air 601
Katastrofa lotu Sita Air 601 – miała miejsce 28 września 2012 roku w Katmandu, stolicy Nepalu. W wyniku katastrofy samolotu Dornier Do 228, śmierć poniosło 19 osób (16 pasażerów i 3 członków załogi) – wszyscy na pokładzie.

## Samolot
Samolot, który uległ katastrofie to Dornier Do 228 (nr rej. 9N-AHA). Maszyna została wyprodukowana w kwietniu 1987. Jej pierwszym właścicielem były niemieckie linie lotnicze Holiday Express. Maszyna wielokrotnie zmieniała właścicieli. Linie Sita Air nabyły samolot w kwietniu 2003 roku.

## Załoga i pasażerowie
Na pokładzie samolotu znajdowały się 19 osób – 16 pasażerów i 3 członków załogi. Większość pasażerów stanowili cudzoziemcy. Feralnego dnia, lot nr 601 obsługiwała trzyosobowa załoga. Kapitanem samolotu był Bijay Tandukar, a drugim pilotem był Takesi Thapa. Jedyną stewardesą na pokładzie była Ruja Shakya.

## Ofiary katastrofy
| Kraj            | Pasażerowie | Załoga | Razem |
| --------------- | ----------- | ------ | ----- |
| Nepal           | 4           | 3      | 7     |
| Wielka Brytania | 7           | –      | 7     |
| Chiny           | 5           | –      | 5     |
| Razem           | 16          | 3      | 19    |

- Źródło:[3].